# Arroyo Conventos
El arroyo de los Conventos es un arroyo del Uruguay ubicado en el departamento de Cerro Largo. Nace en los molles y pasa por Melo, la capital departamental, en la mitad de su recorrido. Desemboca en el río Tacuarí.
En sus costas hay hermosos bosques y algunos parques como el Parque Zorilla de San Martín y el Parque Rivera. Está compuesto por lagunas que distan entre 1 km y 5 km entre sí, ambas orillas provistas de monte nativo y sauces llorones con escasa fauna autóctona y variada flora silvestre.